# Околович, Михаил Фёдорович
Михаил Фёдорович Околович (15 октября 1888, Полоцк, Витебская губерния — 26 марта или 20 мая 1938, Комсомольск-на-Амуре) — протоиерей Русской православной церкви, член Поместного собора 1917 года, священномученик.

## Биография
Родился в семье священника.
Окончил Полоцкое духовное училище (1904), Витебскую духовную семинарию (1910) и Санкт-Петербургскую духовную академию со степенью кандидата богословия (1914).
Обвенчан с Марией Максимовной Мастрюкович. Их дети: Анна и сын, скончавшийся в октябре 1917 года.
Иерей, настоятель храма, законоучитель и инспектор классов в Иркутском епархиальном женском училище (1914).
Награждён набедренником, член Иркутских епархиального училищного совета (1915) и Союза православных христиан (1917).
В 1917 году член Поместного собора Православной российской церкви по избранию как клирик от Иркутской епархии, участвовал в 1-й сессии, член VI, XIII, XIV, XV Отделов.
В 1918 году избран прихожанами настоятелем Крестовоздвиженского храма в Иркутске, член Иркутского епархиального совета, участник Сибирского соборного церковного совещания.
В 1921 году на три месяца заключён в тюрьму по обвинению в хранении оружия, не признал себя виновным, освобождён по амнистии.
Временно управляющий Иркутской епархией, член Временного епархиального совета при епископе Нижнетагильском, боролся с обновленчеством и помогал репрессированному духовенству, отверг предложение ОГПУ стать осведомителем.
С 1924 года протоиерей.
В 1925 году как «угрожающий основам советского правопорядка» приговорён к трём годам концлагеря. Срок отбывал в Вишерском отделении Соловецкого лагеря особого назначения, работал табельщиком и счетоводом.
С 1928 года жил в городе Минусинске.
В 1933 году как «член к/р повстанческой церковно-монархической организации» приговорён к десяти годам ИТЛ. Срок отбывал в 4-м отделении Дальневосточного ИТЛ, лагпункт Балынь, заведовал аптекой, работал счетоводом на заводе.
В 1938 году за «участие в к/р группе, готовившей побег за границу, и антисоветскую повстанческую, пораженческую агитацию в лагере» (как и раньше, виновным себя не признал) расстрелян.
В 2003 году прославлен Русской православной церковью в лике святых как священномученик. Память совершается 26 марта по новому стилю.